# أحد تلك الأيام
One of Them Days(أحد أيامهم) هو فيلم كوميدي أمريكي أصدر عام 2025 من إخراج لورانس لامونت وسيناريو سيريتا سينجلتون .
بطولة الفيلم: كيكي بالمر و سزا (في أول فيلم روائي طويل لهما) بدور صديقتين كان عليهما البحث عن المال اللازم للإيجار بعد أن نسي أحد أصدقائهما ذلك المال.
تم إنتاج فيلم One of Them Days( أحد ايامهم ) بواسطة شركة TriStar Pictures بالتعاون مع Hoorae Media، وتم إصداره في دور العرض السينمائية في الولايات المتحدة وكندا في 17 يناير 2025، بواسطة شركة Sony Pictures Releasing. كان للفيلم الكثير من الآراء الايجابية ، وبلغت إيرادات الفيلم 30 مليون دولار مقابل ميزانية قدرها 14 مليون دولار.

## أحداث الفيلم
تعيش النادلة دروكس جونز والفنانة الطموحة أليسا معًا برفقة صديق أليسا كيشاون في مجمع سكني متواضع تحت إدارة مالك صارم. عندما يأتي أول الشهر، يطلب مالك المنزل منهم دفع إيجار بقيمة 1500 دولار، ويقول إنه إذا لم يدفعوا بحلول الساعة 6 مساءً، فسيتم طردهم، بالرغم من أن كل من درو وأليسا اعتقدتا أنهما دفعتا بالفعل.